# Paratype walkeri
Paratype walkeri là một loài bướm đêm thuộc phân họ Arctiinae, họ Erebidae.